# آيت بوفولن (آيت بوفلن)
آيت بوفولن هي إحدى مشيخات المملكة المغربية، تتبع جغرافيا لإقليم كلميم وإداريًا لآيت بوفلن. يقدر عدد سكانها بـ 1309 نسمة حسب الإحصاء الرسمي للسكان والسكنى لسنة 2004.